# 和平乡 (岳西县)
和平乡，是中华人民共和国安徽省安庆市岳西县下辖的一个乡镇级行政单位。

## 行政区划
和平乡下辖以下地区：
和平村、西溪村、九河村、太平村、太阳村和中斗村。